# Michael Madsen

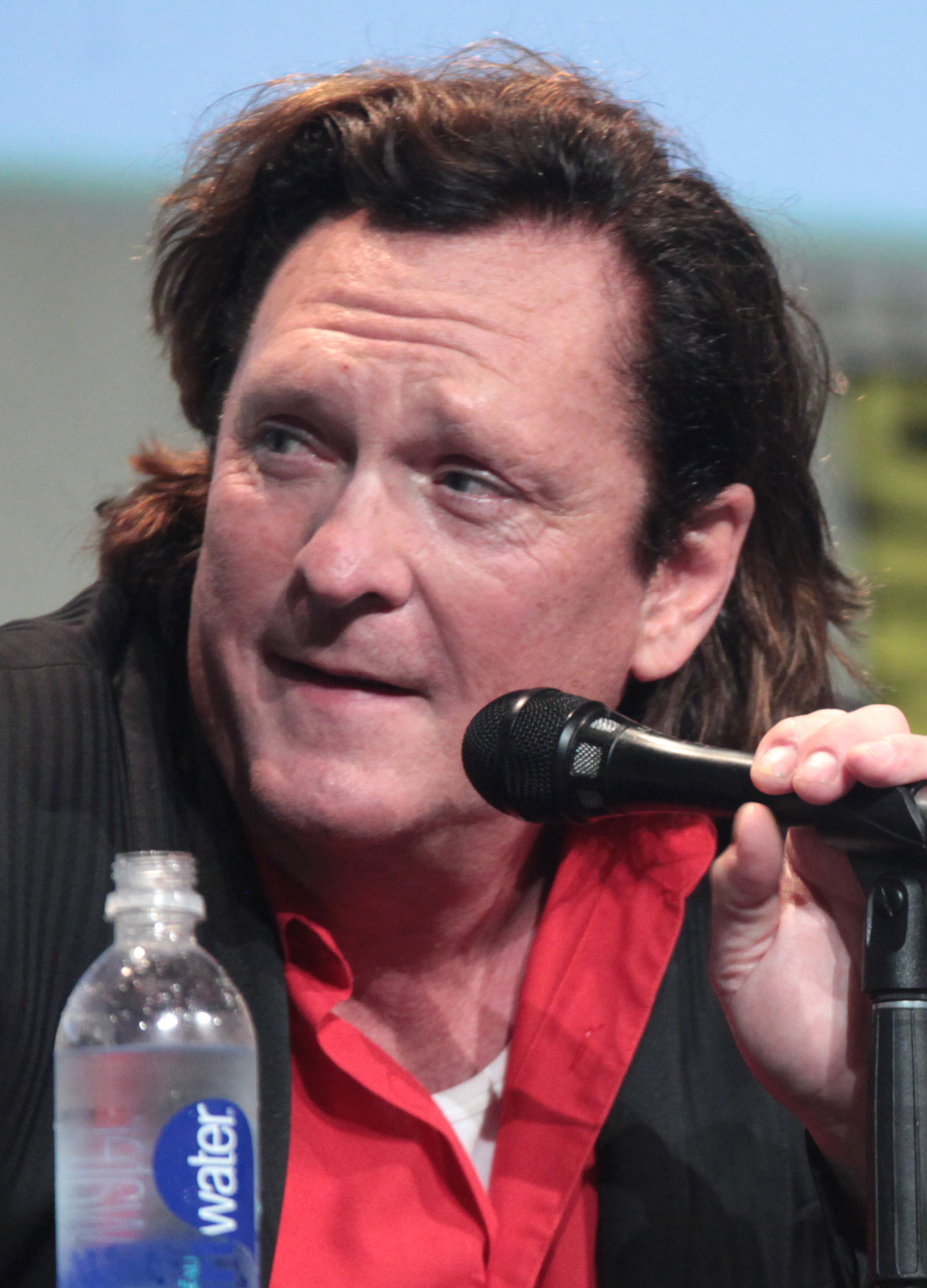
Michael Madsen (2015)

Michael Søren Madsen (* 25. September 1957 in Chicago, Illinois; † 3. Juli 2025 in Malibu, Kalifornien) war ein US-amerikanischer Schauspieler. Er spielte in mehr als 320 Film- und Fernsehproduktionen mit; seine bekanntesten Rollen hatte er in Reservoir Dogs, Species, Donnie Brasco, Free Willy, Sin City sowie Kill Bill – Volume 1 und 2.

## Karriere
Sein Schauspieldebüt gab er bei der Steppenwolf Theatre Company in Chicago, wo er u. a. mit John Malkovich zusammenarbeitete. Nach Nebenrollen in den Filmen WarGames, The Doors und Thelma & Louise wurde er als Mr. Blonde in Quentin Tarantinos Reservoir Dogs (1992) erstmals einem breiteren Publikum bekannt. Danach war Madsen eigentlich für die Rolle des Vincent Vega in Pulp Fiction vorgesehen. Weil er bereits für Wyatt Earp – Das Leben einer Legende fest gebucht war, ging diese Rolle schließlich an John Travolta.
In den folgenden Jahren wirkte er in tragenden Rollen an diversen erfolgreichen Filmproduktionen mit, zu denen u. a. Species, Free Willy – Ruf der Freiheit und Free Willy 2 – Freiheit in Gefahr zählen. Nicht weniger erfolgreich waren die anschließenden Filme Kill Bill – Volume 1 und 2 sowie Sin City. Mit mehr als 320 Film- und Fernsehrollen, darunter zahlreichen Auftritten in B- und Trashfilmen, zählte Madsen zu den meistbeschäftigten US-Schauspielern. Mehrere Produktionen sollen posthum erscheinen.
Von sich selber sagte Madsen 2004, er habe in den vergangenen Jahren eine Menge Schrott gedreht und Zeit verschwendet. Es gebe insgesamt nur fünf bis sechs Filme, auf die er stolz sei. Neben der Schauspielerei beschäftigte sich Madsen auch mit Lyrik. Im Laufe der Jahre sind vier Gedichtbände aus seiner Feder entstanden.

## Privatleben
In erster Ehe war er mit Georganne LaPiere, der Halbschwester von Cher, verheiratet. Aus seiner zweiten Ehe mit Jeannine Bisignano stammt der gemeinsame Sohn Christian, der ebenfalls Schauspieler ist. Ab 1996 war er mit De Anna Morgan verheiratet, mit der er drei Söhne bekam. Seine jüngere Schwester Virginia ist ebenfalls Schauspielerin.
Michael Madsen starb im Juli 2025 in Malibu im Alter von 67 Jahren infolge eines Herzstillstands.

## Filmografie (Auswahl)
- 1982: Against All Hope
- 1983: WarGames – Kriegsspiele (WarGames)
- 1983: Diner (Kurzfilm)
- 1984: Der Unbeugsame (The Natural)
- 1984: Die Zeit verrinnt, die Navy ruft (Racing with the Moon)
- 1984: Cagney & Lacey (Fernsehserie, eine Folge)
- 1984: Miami Vice (Fernsehserie, Folge 1x10)
- 1985: Der Hitchhiker (The Hitchhiker, Fernsehserie, eine Folge)
- 1985–1986: Verfeindet bis aufs Blut (Our Family Honor, Fernsehserie, 13 Folgen)
- 1987: The Killing Time
- 1988: Kampf auf der Todesinsel (Iguana)
- 1988: Shadows in the Storm – Die dunklen Schatten der Leidenschaft (Shadows in the Storm)
- 1988: Feuersturm und Asche (War and Remembrance, Fernsehserie)
- 1989: Zurück in die Vergangenheit (Quantum Leap, Fernsehserie, eine Folge)
- 1989: Blood Red – Stirb für dein Land (Blood Red)
- 1989: Kill Me Again
- 1990: The End of Innocence
- 1990: Montana (Fernsehfilm)
- 1991: Thelma & Louise
- 1991: The Doors
- 1992: Crazy Instinct (Fatal Instinct)
- 1992: Sag’s offen, Shirlee (Straight Talk)
- 1992: Cashfire (Inside Edge)
- 1992: Reservoir Dogs – Wilde Hunde (Reservoir Dogs)
- 1992: Made of Steel – Hart wie Stahl (Beyond the Law)
- 1993: Der Preis für eine Million (Money for Nothing)
- 1993: Free Willy – Ruf der Freiheit (Free Willy)
- 1993: Harry & Kit – Trouble Bound (Trouble Bound)
- 1993: Gier nach Vergeltung (A House in the Hills)
- 1994: Wyatt Earp – Das Leben einer Legende (Wyatt Earp)
- 1994: Getaway (The Getaway)
- 1994: Handschrift des Todes (Dead Connection)
- 1994: Season of Change
- 1995: Man with a Gun
- 1995: Free Willy 2 – Freiheit in Gefahr (Free Willy 2: The Adventure Home)
- 1995: Species
- 1995: Red Line
- 1996: Heiße Nächte in Las Vegas (The Winner)
- 1996: Almost Blue
- 1996: Nach eigenen Regeln (Mulholland Falls)
- 1996: Frankie the Fly (The Last Days of Frankie the Fly)
- 1997: Executive Target (The Stuntdriver)
- 1997: Catherine’s Grove
- 1997: Der Macher (The Maker)
- 1997: Rache nach Plan (Vengeance Unlimited)
- 1997: Donnie Brasco
- 1997: Fear – Im Angesicht der Angst (Papertrail)
- 1998: Desert War – Stählerne Schwingen (Surface to Air)
- 1998: Voodoo Dawn (Fait Accompli)
- 1998: Paranormal – Im Bann der Aliens (The Sender)
- 1998: Species II
- 1998: Pakt mit dem Bösen (Rough Draft)
- 1999: Roadblock (Detour)
- 1999: Im Fadenkreuz des Todes (Supreme Sanction)
- 1999: The Florentine
- 2000: Todeskommando Weißes Haus (The Alternate)
- 2000: Sacrifice – Der Sweetwater-Killer (Sacrifice)
- 2000: Tod in großen Scheinen (Luck of the Draw)
- 2000: The Inspectors – Zerrissene Beweise (The Inspectors 2: A Shred of Evidence)
- 2000: The Stray – Der Racheengel (The Stray)
- 2001: Extreme Honor
- 2001: Grand Theft Auto III (Videospiel, 2001)
- 2001: L.A.P.D. – To Protect and to Serve
- 2001: Choke
- 2001: The Ghost
- 2001: Outlaw
- 2001: Hetzjagd – Dem Killer auf den Fersen (Pressure Point)
- 2001: You Rock My World
- 2002: James Bond 007 – Stirb an einem anderen Tag (Die Another Day)
- 2002: Welcome to America
- 2003: Pauly Shore is Dead
- 2003: Vampires Anonymous
- 2003: Kill Bill – Volume 1 (Kill Bill: Vol. 1)
- 2003: True Crime:Streets of LA (Videospiel)
- 2003: Partyalarm – Finger weg von meiner Tochter (My Boss’s Daughter)
- 2003: Where’s Angelo?
- 2003: 44 Minuten – Die Hölle von Nord Hollywood (44 Minutes: The North Hollywood Shoot-Out)
- 2004: The Real Deal
- 2004: Kill Bill – Volume 2 (Kill Bill: Vol. 2)
- 2004: Blueberry und der Fluch der Dämonen (Blueberry)
- 2004: Driv3r (Voice Act, Videospiel)
- 2004: Jacked – Pulp Russia
- 2005: Velvet Revolution
- 2005: The Drummer
- 2005: Firedog
- 2005: BloodRayne
- 2005: Hoboken Hollow
- 2005: Sin City
- 2005: Scary Movie 4
- 2006: The Last Mission – Das Himmelfahrtskommando (The Last Drop)
- 2006: A Christmas Cop
- 2006: All In – Pokerface (All In)
- 2006: UKM The Ultimate Killing Machine
- 2006: L.A. Dicks
- 2007: Croc – Das Killerkrokodil (Croc)
- 2007: Living & Dying
- 2007: Tooth and Nail
- 2007: Being Michael Madsen
- 2007: Afghanistan – Die letzte Mission (Afghan Knights)
- 2007: Boarding Gate
- 2008: Hell Ride
- 2008: The House – Die Schuldigen werden bestraft (House)
- 2008: Last Hour – Countdown zur Hölle (Last Hour)
- 2008: Vice
- 2008: Im Rausch der Höhe (Deep Winter)
- 2009: Serbian Scars
- 2009: Edgar Allan Poe’s Das Grab der Ligeia (The Tomb)
- 2009: Road of no Return
- 2009: The Way – Der Weg des Drachen (Put)
- 2010: Corruption.gov
- 2010: 24 (Fernsehserie)
- 2010: Terror Trap – Motel des Grauens (Terror Trap)
- 2010: CSI: Miami (Fernsehserie, Folge 8x16 Schatten einer Schuld)
- 2010: Der Allergrößte bin ich (The Big I Am)
- 2012: Refuge from the Storm
- 2012: Sins Expiation
- 2012: Piranhaconda (Fernsehfilm)
- 2012: Blue Bloods – Crime Scene New York (Blue Bloods, Fernsehserie, Folge 3x01 Der Glücksbringer)
- 2012: Eldorado
- 2012: Magic Boys
- 2012–2013: The Mob Doctor (Fernsehserie, 3 Folgen)
- 2014: 2047 – Sights of Death
- 2014: Hawaii Five-0 (Fernsehserie, Folge 4x14 Reingelegt)
- 2015: Hope Lost
- 2015: The Hateful Eight
- 2016: L.A. Outlaws – Die Gesetzlosen (Vigilante Diaries)
- 2016: Powers (Fernsehserie, 10 Folgen)
- 2018: Megalodon – Die Bestie aus der Tiefe (Megalodon, Fernsehfilm)
- 2019: Once Upon a Time in Hollywood
- 2019: Arctic Justice: Thunder Squad (Arctic Dogs, Stimme)
- 2020: Shark Season – Angriff aus der Tiefe (Shark Season)
- 2021: American Night
- 2021: Batman: Dying is Easy
- 2024: Monster Mash
- 2024: Prepare to Die

## Zitate
“The oddest thing is when children recognize me from Free Willy and their parents recognize me from Reservoir Dogs. The kids are, like, ‘There’s Glen!’ and the parents are, like, ‘Don’t go near that guy!’”

„Es ist schon komisch, wenn die Kinder mich aus Free Willy kennen und die Eltern aus Reservoir Dogs. Die Kinder rufen dann ‚Da ist Glen!‘ [aus Free Willy] und die Eltern ‚Kommt dem Kerl bloß nicht zu nahe!‘“

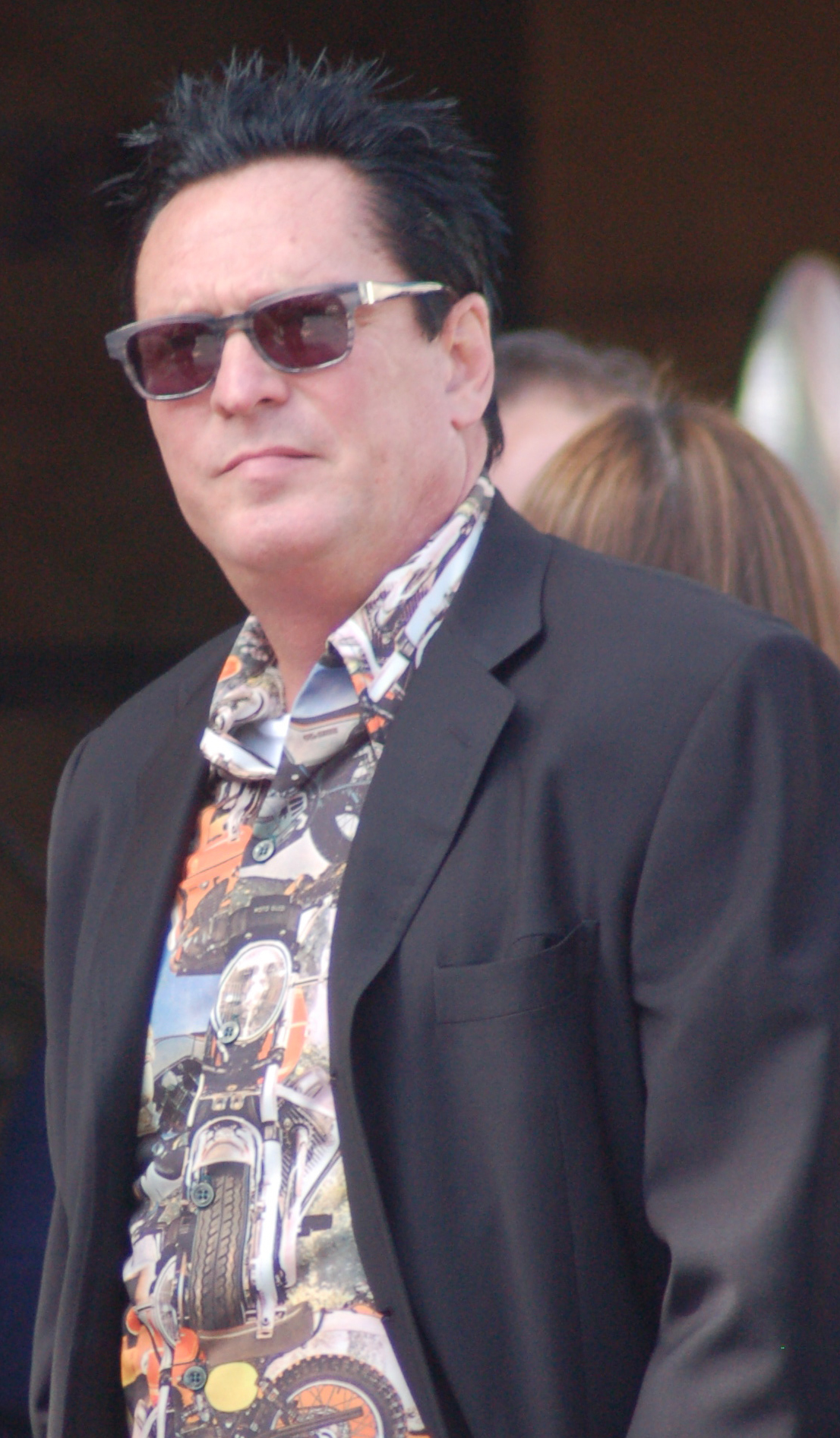
Michael Madsen (2010)

## Auszeichnungen
- 1998: Independent Firecracker Award für sein Buch Burning In Paradise (1998).[4]
- 2006: Red Hen Press Preis für sein lyrisches Werk.[5]
- 2007: Bester Darsteller beim Boston Film Festival für seine Rolle als Sean Kelleher in Strength and Honour.[6]